# Saved by His Sweetheart (film 1909)
Saved by His Sweetheart è un cortometraggio muto del 1909. Il nome del regista non viene riportato nei credit del film.

## Trama
Un pretendente respinto ingaggia due malviventi per far fuori il rivale che viene aggredito quando esce di sera dalla casa della ragazza. In sogno, la giovane ha la visione del delitto. Chiama la polizia che riesce a salvare il giovane gettato nel fiume come morto.

## Produzione
Il film fu prodotto dalla Lubin Manufacturing Company.

## Distribuzione
Distribuito dalla Lubin Manufacturing Company, il film - un cortometraggio della lunghezza di 134 metri - uscì nelle sale cinematografiche statunitensi il 24 giugno 1909. Nelle proiezioni, veniva programmato con il sistema dello split reel, accorpato in un'unica bobina con un altro cortometraggio prodotto dalla Lubin, la commedia The Hypnotic Cure.